# حبیب برومند
حبیب برومند داشقاپو، روحانی و سیاستمدار ایرانی ست. نماینده حوزهٔ انتخابیهٔ بیله‌سوار و پارس‌آباد مغان در ادوار سوم، چهارم و نهم مجلس شورای اسلامی ایران است. او عضو کمیسیون کشاورزی است.
وی در دوره چهارم نیز رأی آورد که اعتبارنامه‌اش از سوی نمایندگان ردشد. همچنین در دوره نهم اعتبار نامه‌اش پس از تصویب در شعبهٔ ۴ با اعتراض احمد توکلی مواجه و به کمیسیون تحقیق ارجاع شد که در آنجا تصویب شد. اعتبارنامه او در جلسه غیرعلنی با رأی ۱۳۶ نفر به تصویب رسید.

## مجلس چهارم
در مجلس چهارم به دلیل «اعمال منافی با شئون روحانیت و داشتن عکس‌هایی از اماکن عمومی بلاد کفر (برلین، آلمان)» صلاحیت او برای نمایندگی مجلس شورای اسلامی از نظر کمیسیون تحقیق مجلس، در ۱۴ مرداد ۱۳۷۱ با ۱۰ رأی مخالف و یک رأی ممتنع رد شد. در جلسهٔ علنی مجلس، اعتبارنامهٔ او با ۱۹۴ رأی مخالف در برابر ۴ رأی موافق از ۲۱۹ رأی مأخوذه رد شد.

## مجلس نهم
احمد توکلی، نماینده تهران، به اعتبارنامهٔ برومند اعتراض کرد. او هیچ اشاره‌ای به دلیل اعتراض خود علیه اعتبارنامه حبیب برومند نکرد و فقط گفت: «افراد زیادی امروز خواهان وساطت در این زمینه بودند ولی بنده قبول نکردم.» پیش از آن برخی خبرگزاری‌ها و روزنامه‌های داخل ایران گزارش داده بودند که حبیب برومند در سال ۱۳۶۹ در یک دعوای روستایی بر سر آب، به اتفاق سه برادر خود به منزل یک روستایی دیگر هجوم آورده و در درگیری‌ای که به وجود آمده بوده، جوانی ۱۹ ساله را با ضربات بیل به قتل رسانده‌است. این خبر اساساً کذب در حالی منتشر شد که حبیب برومند در سال ۱۳۶۹ نماینده دوره سوم مجلس شورای اسلامی بود و از سال ۱۳۶۲ به همراه خانواده ساکن شهر بودند. البته این اتهام متوجه فتح‌الله حسینی نماینده قصر شیرین در دوره نهم مجلس شورای اسلامی بود که به علت غیر علنی بودن جلسه بررسی اعتبارنامه نمایندگان، این خبر اشتباه درز کرده و به غلط به برومند نسبت داده شد. برومند و عده‌ای از اهالی بیله‌سوار و پارس‌آباد در ۱۳ خرداد در جوابیه‌ای به روزنامه «اعتماد» این اتهام را تکذیب کرد. در این جوابیه خطاب به الیاس حضرتی، مدیرمسئول روزنامه اعتماد آمده‌است:

با کمال تأسف مطلبی را تحت عنوان «متهم به قتل نماینده می‌شود» در صفحهٔ دوم روزنامه اعتماد مورخه ۱۱ / ۳ / ۹۱ که منتسب به اینجانب بود خواندم که گویا من در سال ۱۳۶۹ فردی را در روستایی بر سر اختلاف آب با ضربات بیل به قتل رسانده‌ام! یادآوری می‌گردد اینجانب در آن تاریخ سومین سال نمایندگی خود را در سومین دوره مجلس شورای اسلامی که حضرتعالی نیز به عنوان نماینده رشت همکار بنده بودید سپری می‌کردم. در این اتهام کذب نه نام مقتول و نه محل به اصطلاح وقوع جرم مشخص نیستند. با توجه به اینکه چنین اتهامی در هیچ مرکز انتظامی، اطلاعاتی و قضایی متوجه اینجانب نبوده‌است و کاملاً کذب و بی‌اساس می‌باشد، انتظار دارم در نخستین شماره انتشار آن روزنامه تکذیبیه‌ای جهت تنویر افکار عمومی و ممانعت از تغذیه تبلیغاتی رسانه‌های بیگانه و مخالفان نظام و روحانیت در داخل چاپ گردد.

اعتبارنامه او به کمیسیون تحقیق ارجاع شد که علی‌رغم همه پیش‌بینی‌ها و رأی شعب رسیدگی به اعتبار نامه‌ها با ۸ رأی موافق و ۳ ممتنع و ۲ رأی مخالف در آنجا تصویب شد.

## استان مغان
عدم شفافیت در توزیع بودجه شهرستان‌های پارس‌آباد و بیله سوار و همین‌طور بی مهری مسئولین استان اردبیل نسبت به شهرستان‌های تابعهباعث شد تا برومند به فکر جدایی مغان از استان اردبیل بیفتد فلذا حبیب برومند در صحن علنی مجلس در تاریخ ۲۶ آبان ۱۳۹۳ اعلام کرد که طرح یک فوریتی تشکیل استان مغان با بیش از پنجاه امضا آماده تحویل به هیئت رئیسه مجلس می‌باشد
این خبر سر و صدای زیادی در مجلس به پا کرد به طوری که نایب رئیس وقت مجلس شورای اسلامی را به تذکر به نمایندگان واداشت، سر و صداها از مجلس نیز فراتر رفته و تمام مسئولین استانی و حتی فرا استانی به این طرح واکنش نشان دادند.
علیرغم وساطت نماینده ولی فقیه در استان اردبیل و تهدیدهای فرمانده سپاه حضرت عباس استان اردبیل، طرح استان مغان با حدود شصت امضا از نمایندگان مجلس نهم و با محوریت گرمی، بیله سوار، مشگین‌شهر، اصلاندوز، کلیبر، هوراند و اهر به مرکزیت پارس‌آباد تقدیم هیئت رئیسه مجلس نهم شورای اسلامی و رئیس‌جمهور وقت شد.
در نهایت این مسئله برای حبیب برومند گران تمام شد و صلاحیت او در دوره بعدی انتخابات مجلس شورای اسلامی در مرحله شورای نظارت استان اردبیل رد شد و از آن مرحله بالاتر نیامد.
طرح استان مغان هم‌اکنون توسط نماینده دوره دهم مجلس شورای اسلامی شهرستان مشگین‌شهر در حال پیگیری است